# Mai 1782

## Événements
- 17 mai : traité de paix de Salbai entre Britanniques et Marathes[1]. Le sultan de Mysore Haidar Alî perd ses alliés Marathes.

- 25 mai - 11 juin : échec de l'expédition Crawford sur la Sandusky[2].

- 26 mai : Hammouda Pacha succède à son père Ali II Bey comme bey de Tunis (fin en 1814)[3]. Il se montre moins tolérant à l’égard des Européens, en particulier des Vénitiens. Il rompt ses liens de vassalité avec la régence d’Alger, qui essaie alors sans succès de rétablir son autorité sur la régence de Tunis (1807 et 1813). La Tunisie connaît une période brillante sous son règne. Le commerce français conserve une place prépondérante en Tunisie, en particulier grâce au dynamisme des navigateurs provençaux.

## Naissances
- 16 mai : John Sell Cotman, peintre, graveur et illustrateur anglais († 24 juillet 1842).

## Décès
- 15 mai : Richard Wilson, peintre gallois (° 1er août 1714).
- 16 mai : Daniel Solander (né en 1733), botaniste suédois.
- 20 mai : William Emerson (né en 1701), mathématicien anglais.